# Platysaurus pungweensis
Platysaurus pungweensis är en ödleart som beskrevs av  Donald G. Broadley 1959. Platysaurus pungweensis ingår i släktet Platysaurus och familjen gördelsvansar. IUCN kategoriserar arten globalt som livskraftig.

## Underarter
Arten delas in i följande underarter:
- P. p. pungweensis
- P. p. blakei